# 高式律陀罗跋摩
高式律陀罗跋摩，律陀罗跋摩一世（Rudravarman I、？—？），林邑国6世紀前半叶国王。530年，中国南朝梁遣使，任命律陀罗跋摩一世为持節、督缘海諸軍事、綏南将軍，封林邑王。534年，遣使朝贡南朝梁。

## 传記資料
- 《南史》

| 前任： 范弼毳跋摩 | 占城第四王朝第1代王 6世紀前半叶 | 繼任： 范梵志 |

1. ↑  《梁书》卷3：〔中大通二年六月〕林邑國遣使獻方物。……〔六年〕秋七月甲辰，林邑國遣使獻方物。……〔大同九年〕夏四月，林邑王破德州，攻李賁，賁將范脩又破林邑王於九德，林邑王敗走。